# Petròglifs d'Ughtasar
Els petròglifs d'Ughtasar (en armeni: Ուղտասարի ժայռապատկերներ) són una sèrie de més de dues mil pedres decorades trobades a la muntanya Ughtasar, a prop del poble de Sisian, a la província de Siunik, a Armènia, a 15 km del jaciment megalític de Zorats Karer.
Ught significa 'camell' i sar 'muntanya', a causa de la semblança dels cims a les gepes d'un camell.

## El jaciment

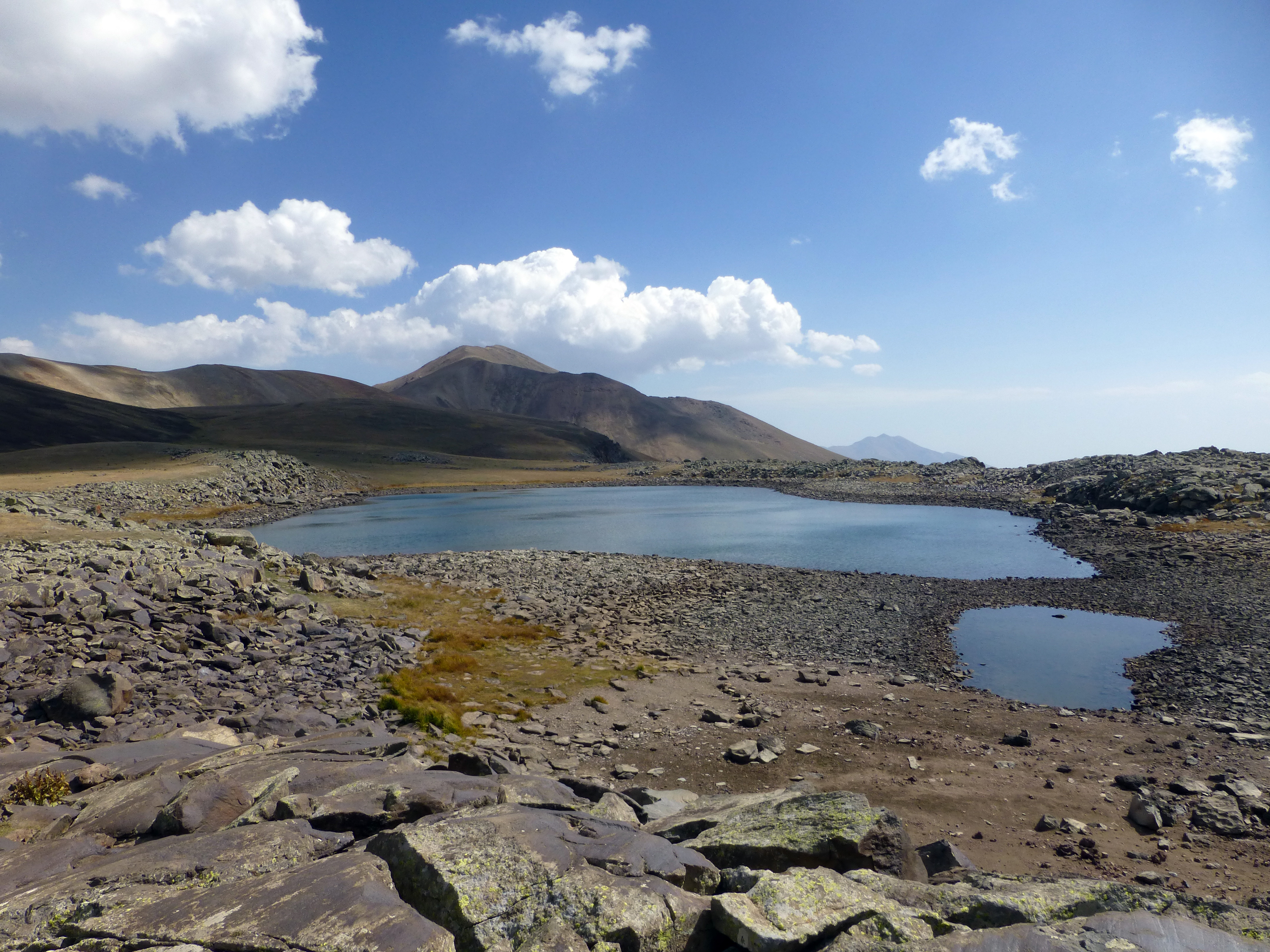
Llac d'Ughtasar a la riba del qual es troben els petròglifs

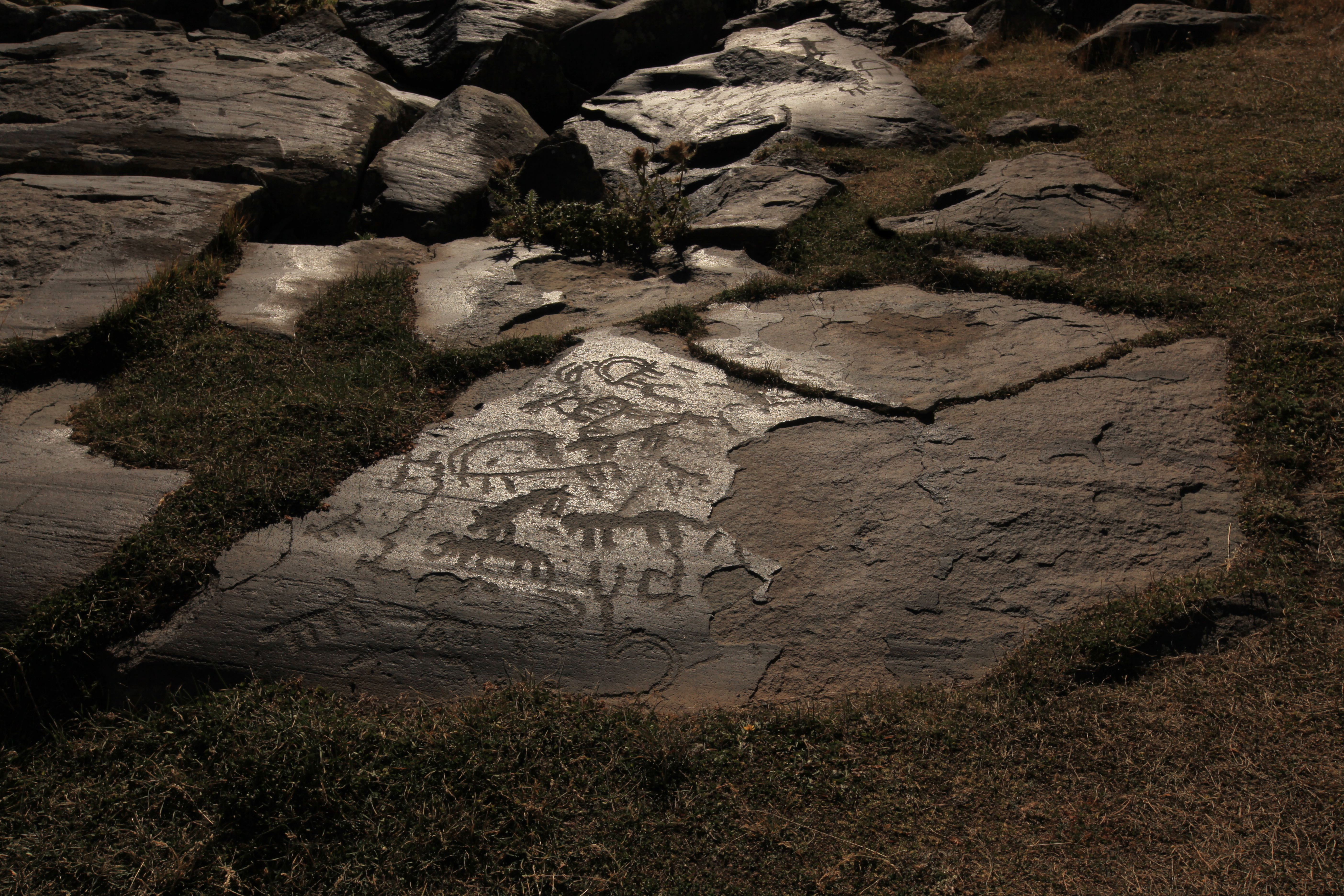
Petròglifs en què apareixen cabres i altres animals

Hi ha centenars de roques esculpides a la serra de Siunik, a 25 km al nord de Sisian, molt a prop de la frontera amb Azerbaidjan. El lloc només és accessible amb un vehicle tot terreny. Hi ha reproduccions d'aquests dibuixos en joies d'argent, tasses de café i ceràmiques, o adornant les parets dels cafés d'Erevan.
Al peu de la muntanya s'estenen més de dos mil fragments de roca decorats. Es creu que pertanyen al paleolític, fa uns 12.000 anys, esculpits a les roques volcàniques de color negre marronós expulsades per un volcà ara extint.
Els dibuixos de les roques mostren escenes de caça i una àmplia gamma d'animals (urs, muflons, gaseles, cérvols, cavalls, ossos, llops, xacals, lleopards i tigres), espirals, cercles i formes geomètriques, i fins i tot el signe Àries del zodíac i calendaris rudimentaris en forma de roda. Alguns investigadors suggereixen que l'àrea s'utilitzà durant centenars d'anys per tribus de pastors, molts dels quals afegiren en èpoques més tardanes el seus propis dibuixos a les pedres. Hi ha dibuixos d'humans caçant i lluitant, conreant la terra, corrent i dansant.
L'investigador Hamlet Martirosyan, autor de The Land of the Celestial Gates, creu que hi ha una relació entre els pictogrames trobats a Ughtasar i Djermadzor i els jeroglífics egipcis. Considera que els pictogrames representen un tipus d'escriptura anomenada "caprina", a causa que, en antic armeni, les paraules cabra i escriptura eren homònimes. Cabres i ovelles són un element recurrent en els dibuixos i molts científics creuen que el so per a cabra en antic armeni era molt semblant a l'usat per als déus.
Localización: 39° 41′ 02″ N, 46° 03′ 00″ E / 39.68389°N,46.05000°E